# 配色
在色彩理论中，配色主要指平面设计、服装设计、工业设计等各类设计中的色彩搭配。最常见的配色方案有“黑色-白色”、“红色-蓝色”等。

## 配色种类

### 单色配色（Monochromatic color）

单色配色示例图。

单色配色是指使用单一色调的色彩搭配。

### 互补(對比)配色（Complementary colors）
互补色或补色是指某两种特定的颜色，在绘画美术、色彩或是光学系统中，该颜色与其“互补色”混合后将呈现特定效果。

### 無彩配色（Achromatic colors）
任何缺乏強烈彩度含量的顏色都被稱為'不飽和，無色彩，或接近中性色'。純無彩的顏色包括了黑色，白色和所有的灰色；近中性色包括棕色，棕褐色，粉色和深色。近中性色可以是任何色相或光度。
中性色透過混合純白色、黑色或灰色，或者混合兩種以上的對比色可以得到。在色彩理論中，中性色鄰接更飽合的顏色時，顏色容易被修正，它們看起來像取得相鄰飽和色的對比色相。例如：在一個明亮的紅色椅子，灰色牆面會顯得明顯偏綠。
人們早就知道黑白和幾乎任何其他顏色都能很好地結合；黑色可降低與其配對顏色明顯的飽和度或亮度，白色則可以表現所有色相，達到相同的效果。